# Classical Theatre of Harlem
Das Classical Theatre of Harlem (CTH) ist eine Theatertruppe, die 1999 von Christopher McElroen and Alfred Preisser gegründet wurde. Sie arbeitet im New Yorker Stadtteil Harlem in der School for the Arts Theater.

## Geschichte
Ziel der Truppe ist es, die Klassik nach Harlem zu bringen, wobei Klassik nicht nur die „klassischen“ Stücke bedeutet. Seit ihrer Gründung hat das CTH zwanzig Produktionen auf die Bühne gebracht. Dazu gehören Macbeth, Aint Supposed To Die A Natural Death, The Blacks: A Clown Show, Caligula und verschiedene andere Stücke, für welche die Truppe eine Reihe von Nominierungen und Awards erhalten hat. So wurde CTH 2001 für den OBIE nominiert, einem der höchsten Auszeichnungen in den USA für Theaterproduktionen.

## Harlem als „Theater-Mekka“  erneuern
Die Truppe möchte in Harlem professionelle Theaterarbeit erhalten und Künstlern Beschäftigungs- und Ausbildungsmöglichkeiten bieten. Außerdem soll ein neues, junges Publikum für die „Klassik“ gewonnen und Harlem als „Theater-Mekka“  erneuert werden.

## Macbeth in der Chorruine Heisterbach
Im Juni 2004 gastierte das Classical Theatre of Harlem bei der „Biennale Bonn“ mit Macbeth. In der Chorruine des Klosters Heisterbach zog Macbeth mit afrikanischem Tanz, Musik, Gesang und hohem Rhythmus in die rasante Handlung um den tyrannischen Herrscher, der schließlich selbst vernichtet wird. Die Inszenierung mit überwiegend schwarzen Künstlern und Künstlerinnen zeigte das Albtraumhafte des Shakespearschen Königsdramas. Dreizehn und nicht wie im Original drei Hexen – Voodoopriesterinnen gleich – symbolisieren das Dunkle und Unbewusste des Stückes.

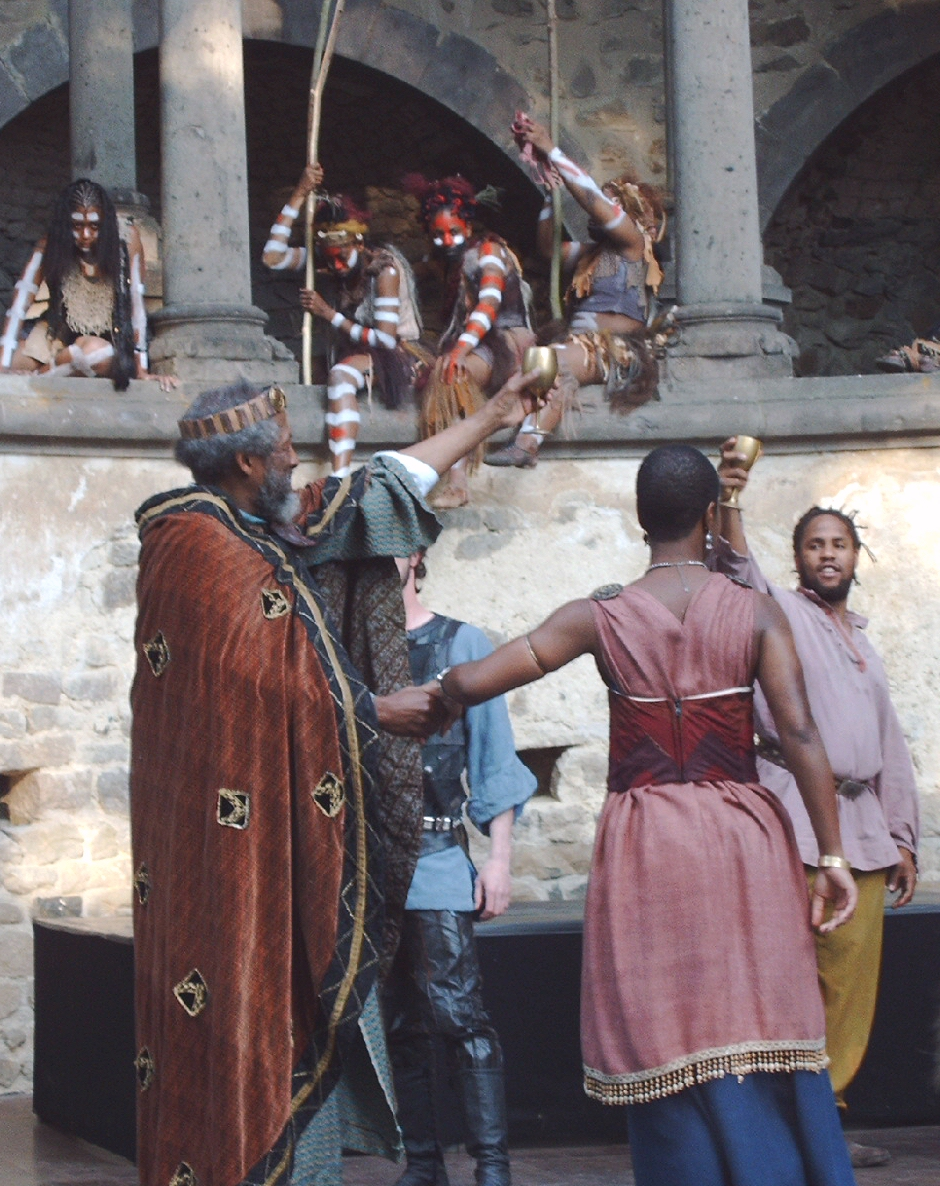
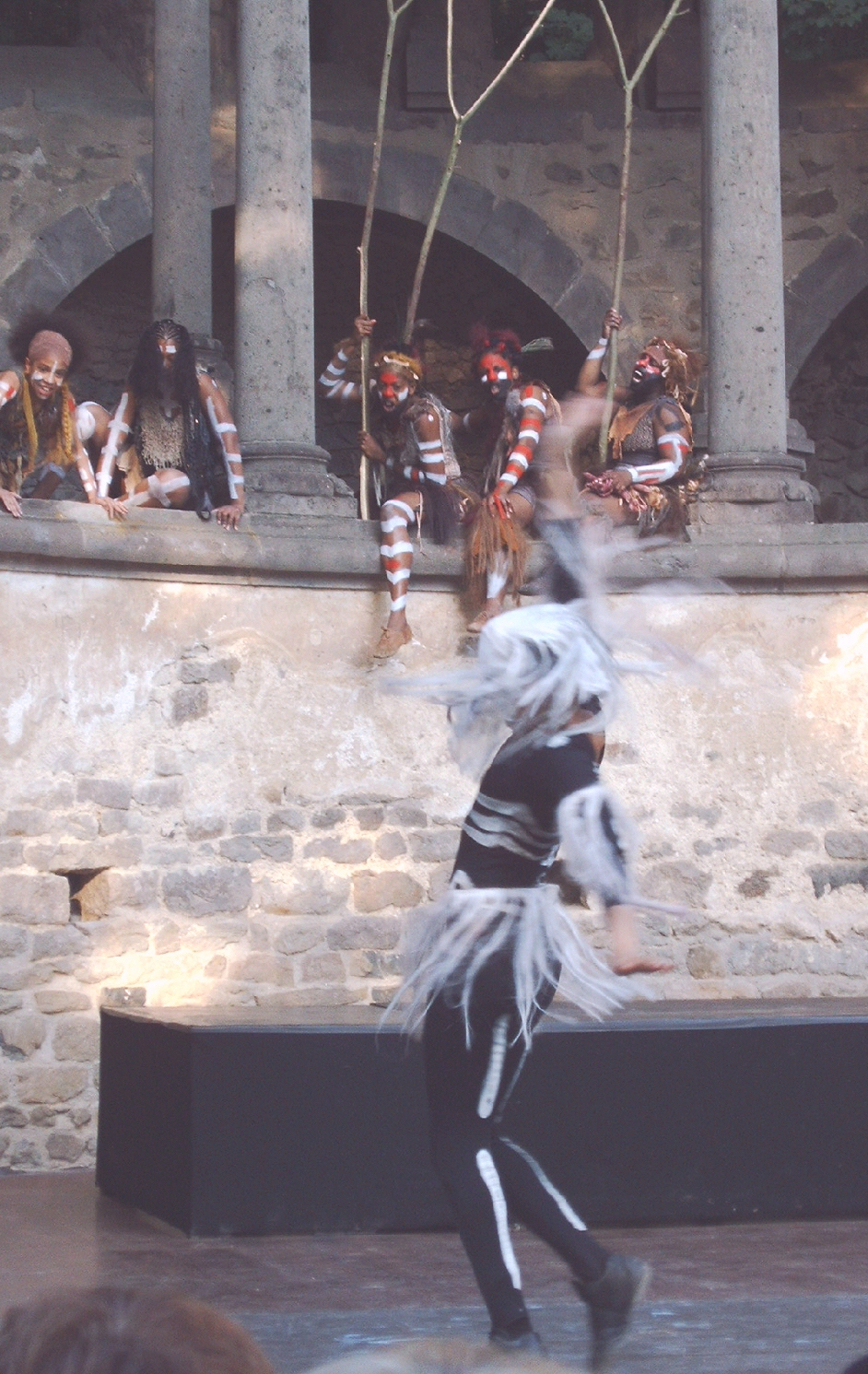
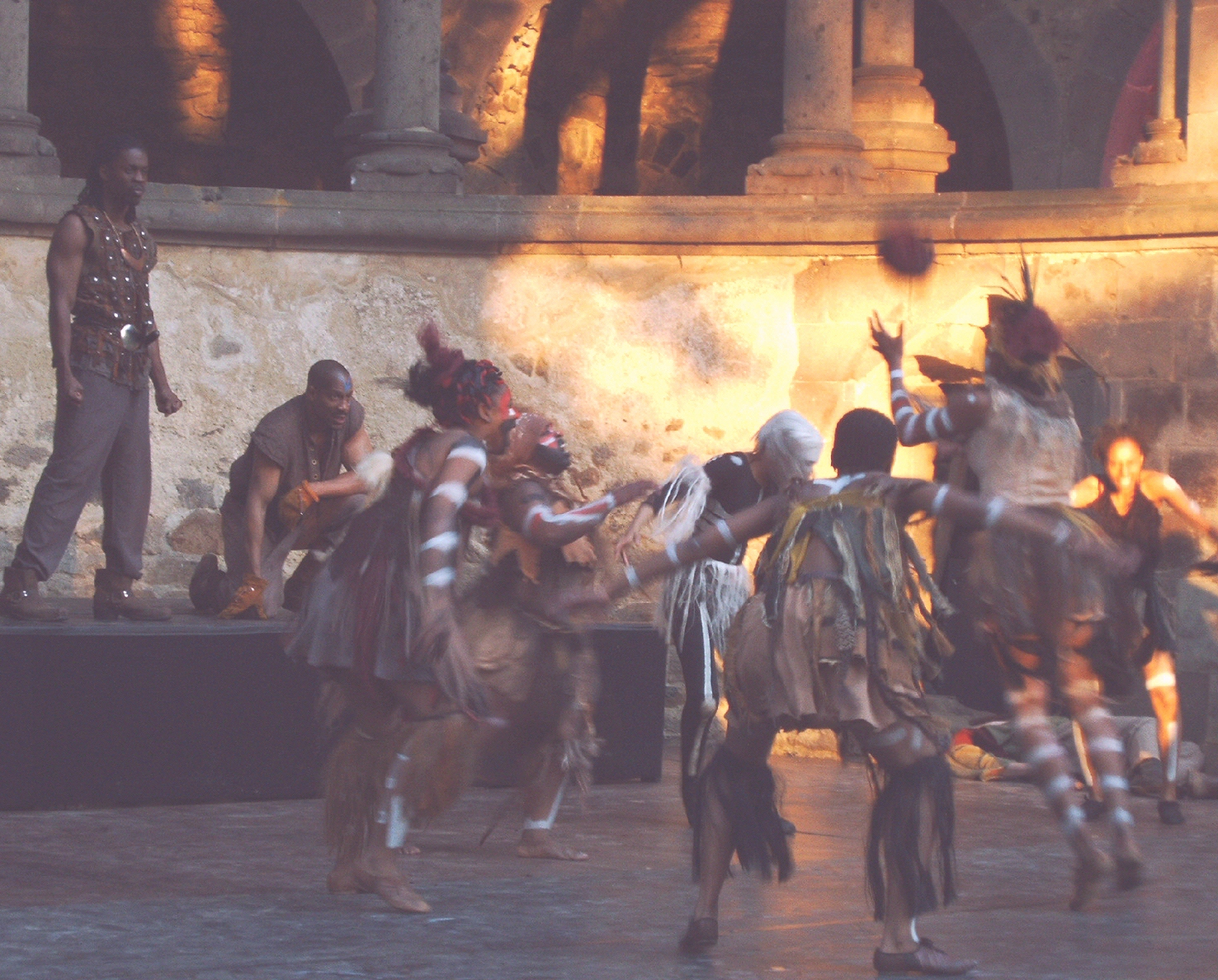
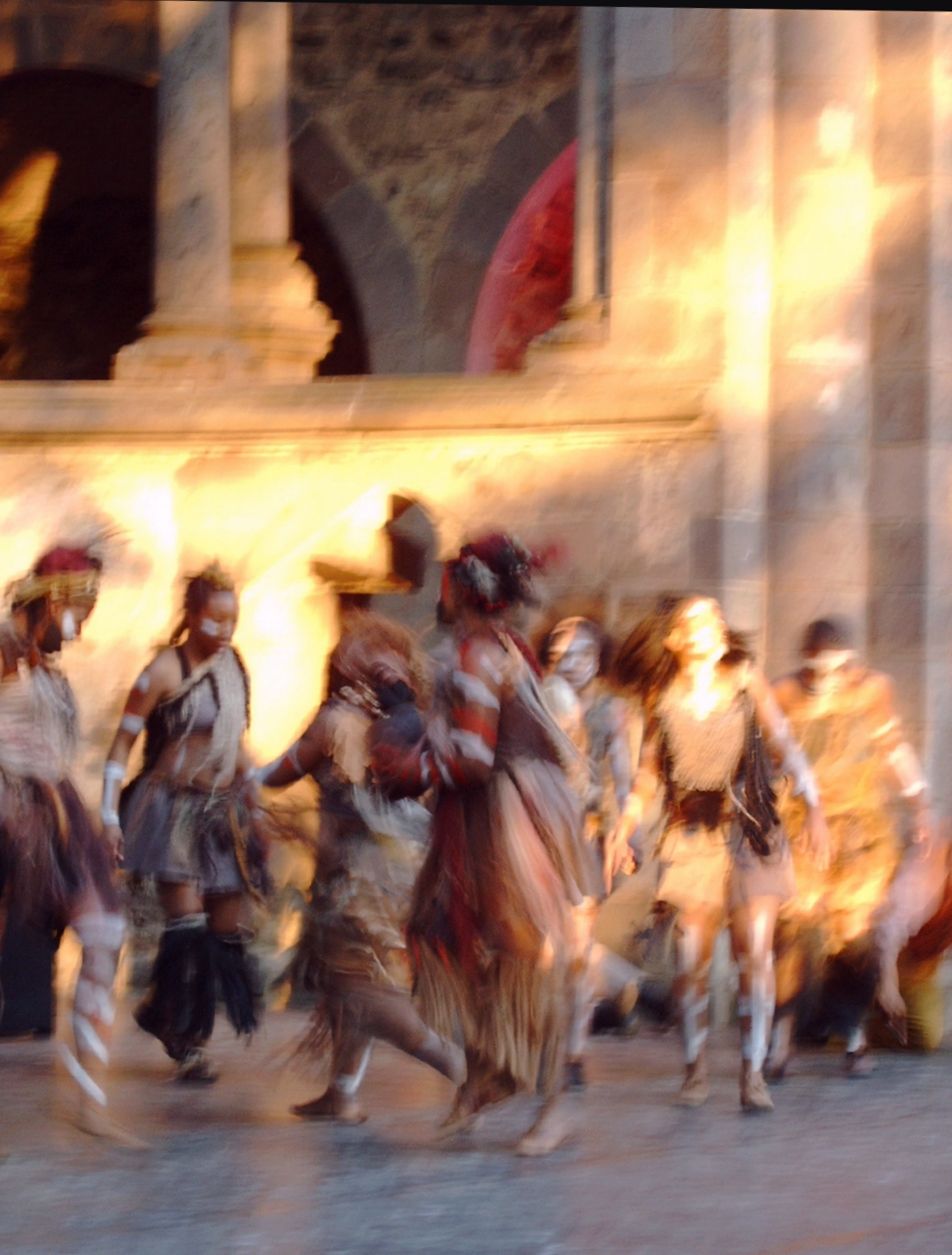